# Bearbeitungshorizont
Der Bearbeitungshorizont (auch Pflugfurche, A-Horizont, Ap (p steht für Pflug)) ist der oberste, ca. 40 cm dicke, Bodenhorizont des Kulturbodens im Ackerbau. Diese Schicht ist meist sehr humusreich und leicht durchwurzelbar. Zudem ist oft ausreichend Sauerstoff vorhanden. Durch die Bodenbearbeitung sollen die Wachstumsbedingungen für die Kulturpflanzen optimiert werden. Angestrebt wird ein möglichst strukturstabiles Aggregatgefüge aus Krümeln, die durch Kalk-Ton-Humus-Komplexe von Bodenlebewesen gebildet werden.
Am Grund des Bearbeitungshorizontes liegt die Pflugsohle. Darunter befinden sich die festeren Horizonte zum Beispiel des Ausgangsgesteins. Hier entsteht oftmals durch schwere Bearbeitungsmaschinen eine Bodenverdichtung mit negativen Auswirkungen für die Durchwurzelung, Luft- und Wasserführung des Bodengefüges. Daher sollte der Bearbeitungshorizont auch bei Verfügbarkeit von immer höherer Maschinenleistung nicht zu tief ausgedehnt werden, da sonst die Bodenfruchtbarkeit gemindert werden kann.